# スコアブック (野球)

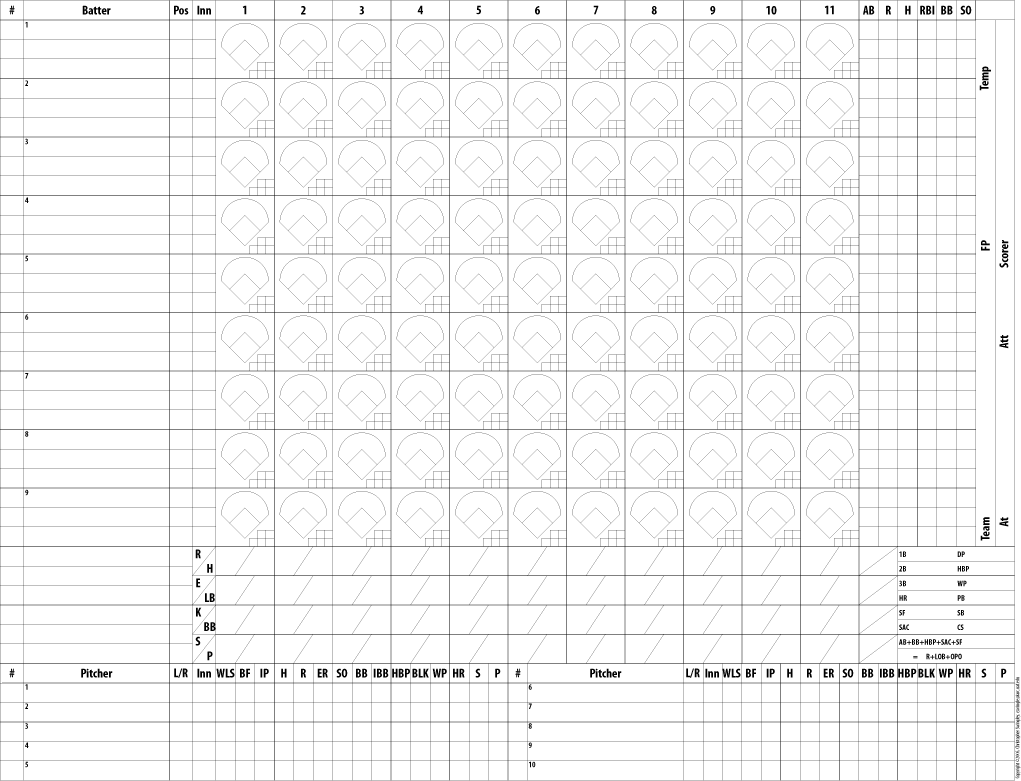
米国のスコアブックの例

野球におけるスコアブックとは、試合の経過を記録した記録冊子。もしくは、その記録自体をあらわす。もっぱら、記録員やスコアラー、アマチュアではマネージャーなどが、試合の記録の集計、選手の分析等に使用する。
日本における記録方法は、一般的に文字が大きく見やすい特徴の慶応式と、枠が区分けされて分かりやすい早稲田式に分けられる。プロ野球では慶応式を使用しているが、一般には95%が早稲田式を使用している。またそのどちらでもない独自方式を採用する地域もある（後述）。

## 歴史
黎明期のスコアとしては、1896年に第一高校の野球を記したものが残っている。これは得点を「o」、アウトを「x'」('の数は塁を表す)、残塁を「s」と表す程度で、詳細が分からず記録としては不十分であった。その後、明治43年に直木松太郎が『現行野球規則』(野球界社)にて慶応式を紹介。直木に師事した山内以九士が初代パリーグ記録部長に就任したこともあり、プロ野球では慶応式を用いている。一方、大正14年には飛田穂洲が『最新野球規則詳解』(忠文堂)にて早稲田式を提案。飛田が朝日新聞記者となるなど、マスコミの間で早稲田式は広まり、一般に使用される記入法となった。
千葉県の高校野球界では、県高野連理事長なども務めた広川善任（元東海大学付属望洋高等学校校長）が考案したとされる独自方式が一時期広く使われていた。

## 記録方法

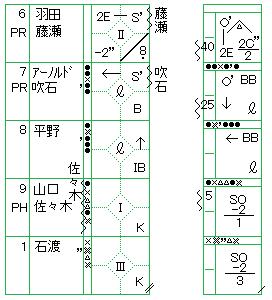
江夏の21球のスコア記入例(左：早稲田式、右：慶応式)

ここでは一般的の方法を示すが、細部は各々の団体によって異なる。

### 概要
- 通常、A4前後の大きさの専用の用紙で、1試合につき先攻・後攻の2枚を用いる
- 用紙は横長で、上の方にチーム名、年月日、球場、天候、審判、大会名などを記す枠がある
- 中央に大きな枠がある。縦方向に9等分してあり、1番打者から9番までに対応する
  - 左側には打者名を記入する欄がある。代打に対応するため、数人分記録できる
  - さらに左に守備位置の記載と守備記録の集計を行う枠がある
- 中央の枠は横方向に9～12等分されていて、各イニングに対応する
  - 延長戦や打者一巡にそなえ、大抵は多めに用意されている
- 各イニング、各打者で区切られたマスに、打席に立ってからベンチに戻るまでの流れを記録する
- 用紙の右には打撃集計欄、下には投球集計欄が用意されている

### 投球記録
早稲田式では各マスの左ないし上、慶応式では上に細長い枠があり、ここに一球ごとの投球に応じた記号を記入する。
- ボールは「●」で表す
- ストライクは「×」で表す
  - 空振りの場合、／を二重に書いた×で表してもよい
    - バントの構えからの空振りを二重の×で表してもよい
- ファウルは「△」で表す
  - バントの構えでの空振りを△の中に・を書いた記号で表してもよい
- 他に、ボール「─」、ストライク「○」、ファウル「V」という表し方もある
- 最終球が打撃の場合、ボール、ストライク、ファウルが記録されないため記入しない
  - そのため、投球数のカウントには気をつける必要がある
  - 打撃記録が三振、四球でも最終球を記録しないことがある

### 安打
安打の記録方法は早稲田式と慶応式で大きく異なる。

#### 早稲田式
塁打の数に応じて斜めに線を引き、右下の枠に詳細を記入する。
- 斜線は、単打では右下に「／」、二塁打ではさらに右上のマスに「＼」というように記入する
  - 都合、本塁打では枠全体に「◇」を書くことになる
  - ランニングホームランでは「RH」と付記する
  - 安打が目立つように斜線を朱記することがある
- 打球の詳細は、打球を最初に処理した野手の守備番号で記載する
- さらに、打球の位置を示すために上下左右に点を打つ
  - 例えば、ライトオーバーは「{\displaystyle {\overset {\cdot }{9}}}」のようになる
  - 点は右下や左上と、8方向に書くこともあり、守備も「7.8」のように二人書く方法もある
- 内野安打では守備位置を弧で囲み、「Þ」のように書く
  - このとき、送球があれば5-3と書くことがある
  - 打球が野手を強襲した場合、「{\displaystyle {\underline {4}}}」と下線をつけることがある
  - バントヒットでは「BH」、ないし「B4」のように付記する
- テキサスヒットを「T{\displaystyle {\overset {\cdot }{4}}}」のようにTを付けることがある
- エンタイトルヒット時は、右上に「T2」(take 2 base)と書いてもよい
- 何かしらの原因でボールデッドとなった場合「x{\displaystyle {\underset {\cdot }{8}}}」のようにxを付け、安打相当の打球であったことを表すことがある

#### 慶応式
マスの上半分に大きく「Λ」を書き、それをグラウンドに見立て打球位置を記入する
- 打球の記号はフライ「○」、ライナー「△」、ゴロ「●」を使う
- 二塁打ならΛ内に「2」、三塁打なら「3」、本塁打なら「H」を記入する
- 内野安打ではΛを二重に書く

### その他出塁
出塁の原因を、早稲田式なら右下、慶応式なら右上に記入する(それぞれ一塁を表す)。
- 四球は「B」、死球「BD」を右下に記入する
  - 敬遠は「IB」と書いてもよい
  - 慶応式では四球「BB」、死球「D」を用いる
- 相手の失策により出塁した場合、早稲田式では「E」、慶応式では「'」を守備位置の番号に付ける
- 振り逃げは暴投「KW」(早)「W'」(慶応)、捕逸「KP」(早)「P'」(慶応)と記入
- 打球はゴロだが、ランナーの入れ替えにより出塁した場合、打球を処理した守備の番号を記入
  - 早稲田式では「{\displaystyle {\overset {\smile }{6}}}-」となる。u状の符号はゴロを表す
- 野手選択はFCを付け「FC5-6」のように記載
- 打撃妨害では「#2」のように#を付けるか「IP」と付記
- アマチュアなどで採用されているタイブレークは、「tb」と書くことが提案されている[4][5]

### 進塁
早稲田式では右下を一塁とし、反時計回りに塁を割り当てる。一方、慶応式では右上を一塁とし、反時計回りに割り当てる。対応する進塁した塁に、対応したプレーを記録する。
- 安打、犠打、進塁打での進塁では、打者の打順を括弧で囲み記入する
  - 慶応式では打順にa～iを割り振り、進塁した塁へ直接記入する
  - 2つ以上進塁した場合、間の塁を線でつなぐ
  - 進塁により打点が記録された場合、打順を丸で囲んでもよい
- 盗塁は早稲田式は「S」、慶応式は「○」で表す
  - 盗塁のタイミングを明示するため、実際は「S'」と複数の「'」を付ける
    - また、投球欄にも複数の「'」を付け、盗塁と投球を対応させる

  - 重盗は「DS」、トリプルスティールは「TS」と表すことがある
    - 2つの枠を外から中括弧でくくり、「DS」と書いてもよい

  - 守備が盗塁に無関心の場合は野手選択となり「FC2」などとすべきだが、日本ではほとんど適用例がない
- エラーによる進塁は野手番号に「E」(早)「'」(慶)を付ける
  - 直前の塁への進塁と一連のプレーなら、2つの塁に継続線「─」を引く
- ボークは「BK」と記入。捕逸、暴投は振り逃げと同様
- 安全進塁権を1塁分得た場合「T1」等。走塁妨害は「OB5」と記入
- 他のランナーに関しエラーないしアウトが記録され、その間の進塁の場合、そのランナーの打順を記載
- 送球の間などで、上のいずれでもない場合、「→」を記載

ランナーがホームに帰還し得点となった場合、早稲田式ではマスの中央に「●」(自責点)「○」(非自責)を記入する。慶応式でも同様だが、自責点にはEを○で囲んだ「Ⓔ」を使用する。

### アウトの記録
早稲田式と慶応式で記録方法に若干の違いがある。

#### 早稲田式
アウトになったランナーが目指していた塁に記載する。その際、枠の中央にアウトカウントに応じて「I」～「III」を記載する。
- いわゆる、第4アウトでも記録上は遡ってアウトを適用するため、「IV」とはせず、一つのアウトが残塁となる
- フライ「{\displaystyle {\overset {\frown }{9}}}」と上に弧を、ライナー「{\displaystyle {\overline {1}}}」と上線を付ける
  - ファウルフライなら「{\displaystyle {\overset {\frown }{{\text{f}}5}}}」のようにfを付ける
  - タッチアップ失敗では「{\displaystyle {\overset {\frown }{7}}}-」のようにし、続きがあることを示す
- ゴロを例えば一塁に送球した場合「{\displaystyle {\overset {\smile }{5}}}-3」のように、補殺-刺殺の関係で書く
  - u型のゴロのマークは「{\displaystyle {\underset {\smile }{5}}}-3」のように下に書いてもいい
- ゴロを拾った後、自らアウトにした場合「-{\displaystyle {\overset {\smile }{3}}}」とする
  - あるいは、塁を一塁からA、B、C、Hと割り振って「{\displaystyle {\overset {\smile }{3}}}A」としても良い
  - タッチアウトを明示したい場合は「TO」と追記する
- 併殺では、打者に「{\displaystyle {\overset {\smile }{4}}}-6-3」、走者に「4-6」等と記録、さらに2つの枠を外から中括弧でくくり、「DP」と書く
  - この場合、二塁手に補殺が付かないことを明確にするために「({\displaystyle {\overset {\smile }{4}}})6-3」としてもよい
- 三振は右下に「K」と記入する。空振りは「SO」とすることもある
  - 振り逃げ失敗の場合、「K」に「2-3」などと付記する
  - 犠打に成功した場合、「◇{\displaystyle {\overset {\smile }{5}}}-3」のように◇を付記する
  - 犠打に失敗した場合、◆を付記する
- 自打球、反則打球では「×」と記録することがある
- 狭殺になった場合、「8254-1」のように関わった全野手を記録する
  - 守備妨害では守備位置に「IP」を付記する
  - 盗塁死では「CS」を付記する
  - 牽制死では「ケ(1-3)」のように記し、「'」でタイミングを示す

#### 慶応式
凡打では枠の全体を使って記入、出塁していた場合は下半分など開いている空間に記入する。横線を引き上側に守備記録、下側にアウトカウントを書く。
- フライは「F」、ライナーは「L」を守備位置に付加する
  - ファウルも「F」を用いるため、例えば2アウト目の捕邪飛は「{\displaystyle {\tfrac {{\text{FF}}2}{2}}}」のようになる
- 三振は「SO-2」とする。-2は捕手に刺殺が付くことを示す
- 犠打は守備記録を□で囲み、犠飛は△で囲む
- それ以外は早稲田式と同様である。ただし、⌒などの打球の性質は通常記入しない

### 打者の結果
攻撃が盗塁死などで終わらない限り、必ずどの打者も下記のいずれか結果を記入することになる。早稲田式では、いずれも枠中央のひし形の部分に記入する。
- 得点を記録した場合には、早稲田式は「●」、慶応式は「Ⓔ」を中央に記載する
  - 投手に自責点が付かない場合、「○」を記載する
- アウトになった場合、早稲田式は「I」～「III」までのアウトカウントを記載する。慶応式は、守備記録の下に横線を引き、さらにその下に算用数字で記入する
- イニング終了時に残塁となった場合、「ℓ」とLの筆記体を中央に記載する
  - 慶応式では、本塁に相当する右下に記載してもよい

### その他の記録
- 攻守交替の際は、最後の打者の枠の右下を「//」ないし「/」で区切る
  - ただし、盗塁死などで最後の打者が完了しなかった場合、その前の打者で区切る
- 代打・代走は左の枠を波線で区切り、「PH」ないし「PR」と記し、名前や背番号を記入する
  - 早稲田式の場合、代走は交代した塁に対応する部分のすぐ隣に波線を引く
  - 慶応式では各枠の左に記入欄があり、上に代打、下に代走を記入する
- 相手の投手の交代は、上の枠に波線を引く
- 守備交代は用紙の左の記名欄で対応する
- 攻撃が長引き、打者一巡となった場合、一つ右の列を使用する
  - その場合、必然的に用紙のイニングがずれてくるため書き直す
- アピールプレイや反則打球は記入が難しいため、欄外に注釈として詳しく記入する
- 試合終了後、各プレーを見直し、適宜集計欄に記入する

### より詳細な記録方法
球団スコアラーなどでは、打席ごとの枠に9分割のストライクゾーンとグラウンド見取り図を印刷し、投球の球種、コースと打球の方向、性質を記録できるようにしたものを使用している。

### 米国の記録法

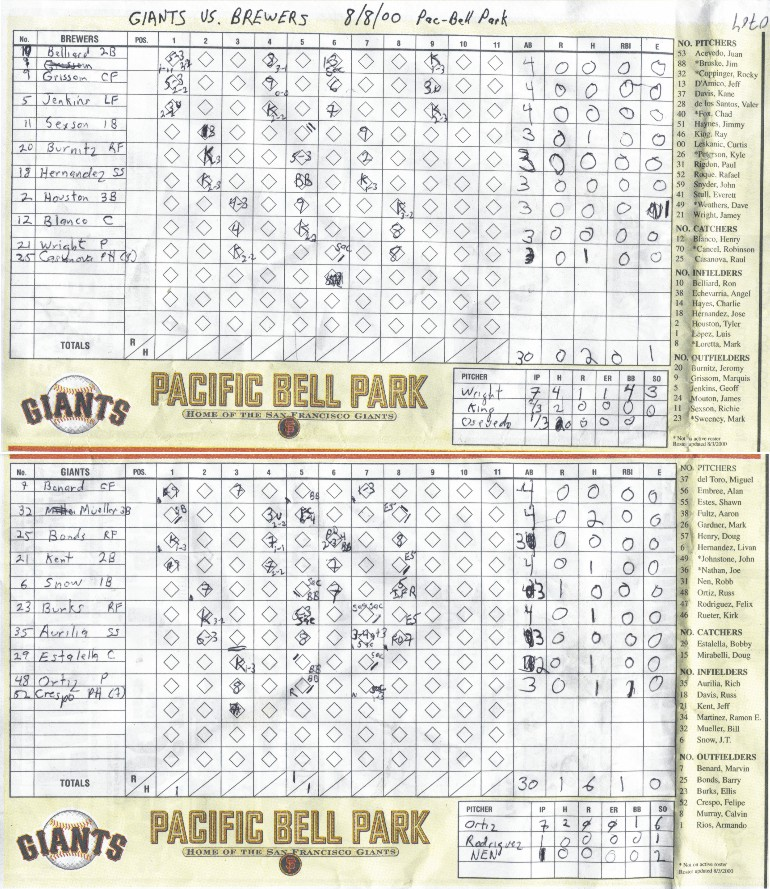
メジャーリーグ試合のスコア記入例

アメリカでのスコア記入法の一例を、概要として示す。
- 安打は右下を一塁とし、到達塁まで早稲田式のように線をつないでいく。到達塁に「1B」などと書く
  - 到達塁に「一」「二」「三」のように横棒で塁打のみ書く方法もある
- 四球「BB」、敬遠「IBB」、死球「HBP」、失策「E3」で表す
  - 早稲田式と違い、安打でなくても「／」と線を引く
- 野手選択は「FC」を記入
  - 日本ではランナーの入れ替えでは打撃記録の「ゴロ」を優先した記入を行うが、アメリカ式では(一塁への)走塁記録の野手選択を重視し、「FC」となる
- 進塁時も出塁と同様に到達塁まで斜めに線を引いていく
  - 打撃により進塁した場合、打者の打順か背番号を記載する
  - 盗塁は「SB」と記すとともに打者の打順か背番号を記載
  - 本塁に到達し、得点となったときはダイヤを塗りつぶす
    - 本塁打のときのみ塗りつぶす場合もある。その場合、それ以外の得点は菱の中央にドットを記す
- フライないしライナーは枠の中央に「F8」と記す
  - Fはファウルと紛らわしいため、「8」とのみ記すこともある
- ゴロで一塁アウトは、中央に「6-3」などと記す
  - 犠牲なら「SAC」と付記する
- 三振は中央に「K」と記す
  - 見逃し三振は鏡像のKを使用したり、「Kc」(called)と記すことがある
  - 空振り三振は「Ks」(swinging)と記すことがある
- 盗塁死は斜線を途中まで引き、「⊢」のように短線で区切る。さらに「CS」、盗塁時の打者の打順か背番号、「2–6」などの守備記録を付記する